# Wilhelm Halpern
Wilhelm „Willy“ Halpern (* 5. Februar 1895 in Wien, Österreich-Ungarn; † März 1973 in New York, Vereinigte Staaten von Amerika) war ein österreichischer Fußballspieler auf der Position des Tormannes.

## Karriere
Nachdem Willy Halpern seine ersten Fußballerfahrungen bei unorganisierten Mannschaften im Wiener Augarten machte, trat er dem neu gründeten Verein Metropol bei, aus dem später die Romania hervorgehen sollte und spielte dort in der Reservemannschaft. 1910 wechselte er zum SC Hakoah Wien, wo er nach wenigen Spielen in der Reserve in die erste Mannschaft aufrückte, der er – abgesehen von Unterbrechungen durch seine Militärzeit während des Ersten Weltkriegs – bis ins Jahr 1923 angehörte. Waren die Blau-Weißen bei Halperns Beitritt noch in der vierten Leistungsstufe tätig, folgten rasch zwei Aufstiege und die Mannschaft spielte ab 1913 in der zweiten Leistungsstufe. Im Spiel gegen den SC Wacker Wien, den schärfsten Rivalen um den Aufstieg, zeigte Halpern eine außergewöhnliche Leistung und sicherte mit zwei gehaltenen Elfmetern den Sieg und damit den Herbstmeistertitel, zum Aufstieg sollte es jedoch schlussendlich nicht reichen. Zu seinen Stärken zählten insbesondere das Stellungsspiel und die Reaktionsschnelligkeit.
Mit dem Beginn des Krieges stellte die Hakaoh zunächst den Spielbetrieb ein, Halpern rückte beim Militär ein und betätigte sich an seinen Einsatzorten weiterhin als Tormann, nämlich beim DSK Olmütz und bei Cracovia. Danach spielte er wieder bei der Hakoah in der zweiten Klasse, wegen des Krieges waren jedoch Auf- und Abstieg ausgesetzt. Halpern kam oft nur wegen der Spiele nach Wien und kehrte danach umgehend wieder zu seiner Einheit zurück.
Seine Leistungen waren derart überzeugend, dass er im Juli 1917 als Spieler eines zweitklassigen Vereins in die österreichische Fußballnationalmannschaft einberufen wurde und sein Debüt beim 1:4 gegen Ungarn gab, was ihn zum ersten Hakoahner in der Geschichte des Nationalteams machte. Im Frühjahr 1918 folgten zwei weitere Einsätze gegen Ungarn und die Schweiz. Daneben wurde er auch 15-mal in die Auswahl der zweiten Klasse berufen. Bei der Hakoah stieg er zum Mannschaftskapitän auf.
Im Jahr 1920 erreichte die Hakoah den Aufstieg in die höchste Spielklasse und konnte sich mit Halpern auf Anhieb dort etablieren. Schon im zweiten Jahr gelang der Vizemeistertitel hinter dem Wiener Sport-Club. Im Laufe der Saison 1923/24 zog sich der Tormann eine schwere Knieverletzung zu, die ihn – auch aus Rücksicht auf seine beruflichen Verpflichtungen – dazu zwang, seine Karriere zu beenden. Halpern war gelernter Juwelier und übte seinen Beruf auch während seiner fußballerischen Tätigkeit aus.
Im Jahr 1925 wanderte er nach New York aus, wo er einen Juwelierladen betrieb und noch einige Zeit für Maccabi New York tätig war.

## Erfolge
- 1 × Österreichischer Vizemeister: 1922
- 1 × Österreichischer Zweitliga-Meister: 1920
- 1 × Österreichisches Cup-Semifinale: 1920
- 3 Spiele für die österreichische Fußballnationalmannschaft